# Why R U ? The Series
 (janvier 2025).
La mise en forme du texte ne suit pas les recommandations de Wikipédia : il faut le « wikifier ».
Les points d'amélioration suivants sont les cas les plus fréquents. Le détail des points à revoir est peut-être précisé sur la page de discussion.
- Les titres sont pré-formatés par le logiciel. Ils ne sont ni en capitales, ni en gras.
- Le texte ne doit pas être écrit en capitales (les noms de famille non plus), ni en gras, ni en italique, ni en « petit »…
- Le gras n'est utilisé que pour surligner le titre de l'article dans l'introduction, une seule fois.
- L'italique est rarement utilisé : mots en langue étrangère, titres d'œuvres, noms de bateaux, etc.
- Les citations ne sont pas en italique mais en corps de texte normal. Elles sont entourées par des guillemets français : « et ».
- Les listes à puces sont à éviter, des paragraphes rédigés étant largement préférés. Les tableaux sont à réserver à la présentation de données structurées (résultats, etc.).
- Les appels de note de bas de page (petits chiffres en exposant, introduits par l'outil «  Source ») sont à placer entre la fin de phrase et le point final[comme ça].
- Les liens internes (vers d'autres articles de Wikipédia) sont à choisir avec parcimonie. Créez des liens vers des articles approfondissant le sujet. Les termes génériques sans rapport avec le sujet sont à éviter, ainsi que les répétitions de liens vers un même terme.
- Les liens externes sont à placer uniquement dans une section « Liens externes », à la fin de l'article. Ces liens sont à choisir avec parcimonie suivant les règles définies. Si un lien sert de source à l'article, son insertion dans le texte est à faire par les notes de bas de page.
- La présentation des références doit suivre les conventions bibliographiques. Il est recommandé d'utiliser les modèles {{Ouvrage}}, {{Chapitre}}, {{Article}}, {{Lien web}} et/ou {{Bibliographie}}. Le mode d'édition visuel peut mettre en forme automatiquement les références.
- Insérer une infobox (cadre d'informations à droite) n'est pas obligatoire pour parachever la mise en page.

Pour une aide détaillée, merci de consulter Aide:Wikification.
Si vous pensez que ces points ont été résolus, vous pouvez retirer ce bandeau et améliorer la mise en forme d'un autre article.

## Why R U? The Series
"Why R U? The Series " est une série thaïlandaise de type BL (Boys' Love) (amour entre deux hommes)créée par Thitiwat Ritprasert, qui a été diffusée pour la première fois en 2020, durant la pandémie de COVID-19. Elle est basée sur les romans en ligne populaires écrits par Candy On.
La série explore les thèmes de l'amour, de l'acceptation de soi et des relations complexes à travers les histoires entrecroisées de plusieurs personnages et des conflits qu'ils peut y avoir les parents et leurs enfants.
La série se concentre principalement sur deux couples : Tutor et Fighter, ainsi que Zon et Saifah. Ces personnages évoluent dans un univers où les réalités des fan fictions écrites par la sœur de Zon commencent à se manifester dans leur vie quotidienne.
L'histoire commence avec Tutor et Fighter, deux étudiants universitaires que tout oppose. Tutor est sérieux, intellectuel et réfléchi, tandis que Fighter est impulsif, passionné et souvent guidé par ses émotions, tandis que Fighter est un étudiant impulsif et passionné, connu pour son caractère émotionnel et intense. Fighter a des difficultés à gérer ses émotions et ressent une pression constante de son père pour réussir. Leurs interactions sont d'abord marquées par des conflits et des malentendus, mais petit à petit, une attirance mutuelle se développe entre eux. Cette relation complexe est ponctuée de moments de tension, de confrontations émotionnelles et de scènes touchantes où chacun apprend à comprendre et à accepter l'autre.
Parallèlement, Zon, un écrivain de science-fiction réservé  , est bouleversé lorsqu'il découvre que sa sœur a écrit une fan fiction où il est en couple avec Saifah, un musicien espiègle et charmant et qui est souvent impliqué dans des farces et des situations amusantes . Cette découverte crée une dynamique intéressante et tendue entre Zon et Saifah, qui doivent naviguer entre amitié et sentiments naissants. Leur relation se développe au gré des malentendus et des moments de rapprochement, révélant les vulnérabilités et les désirs cachés de chaque personnage.

## Le casting
Le casting est composés de: 

### Suppapong Udomkaewkanjana

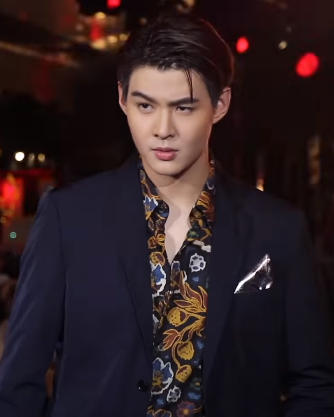
Suppapong Udomkaewkanjana alias Saint

-Suppapong Udomkaewkanjana joue Tutor ( personnage principal) . De son surnom Saint est né le 1er avril 1998 à Trat en Thaïlande. Il a étudié à l'Université Srinakharinwirot, où il a obtenu un diplôme en économie. Dans sa carrière Il a joué plusieurs rôle par exemple la première séries dans lequel il a joué un rôle important étant donné qu'il était l'un des personnages principaux  c'est dans "Love By chance", il a ensuite joué dans la serie "Why R U" et enfin il a joué dans "Let's Fight Ghost" traduit en français par La Chasse aux fantômes.
En 2019, Suppapong a sorti son premier single intitulé "I Crush on You" en tant que cadeau pour ses fans. Il est également membre du groupe KissBoysTH, qui produit de la musique et des programmes de variété.
En 2020,il a également fondé la société Idol Factory Co., Ltd. pour produire des programmes télévisés.
Suppapong est décrit comme doux et plein d'énergie. Il est également connu pour son engagement dans des activités bénévoles depuis son plus jeune âge.
Suppapong Udomkaewkanjana est un talent polyvalent et apprécié, connu pour ses performances captivantes et son engagement envers ses fans et sa communauté.

### Pruk panich

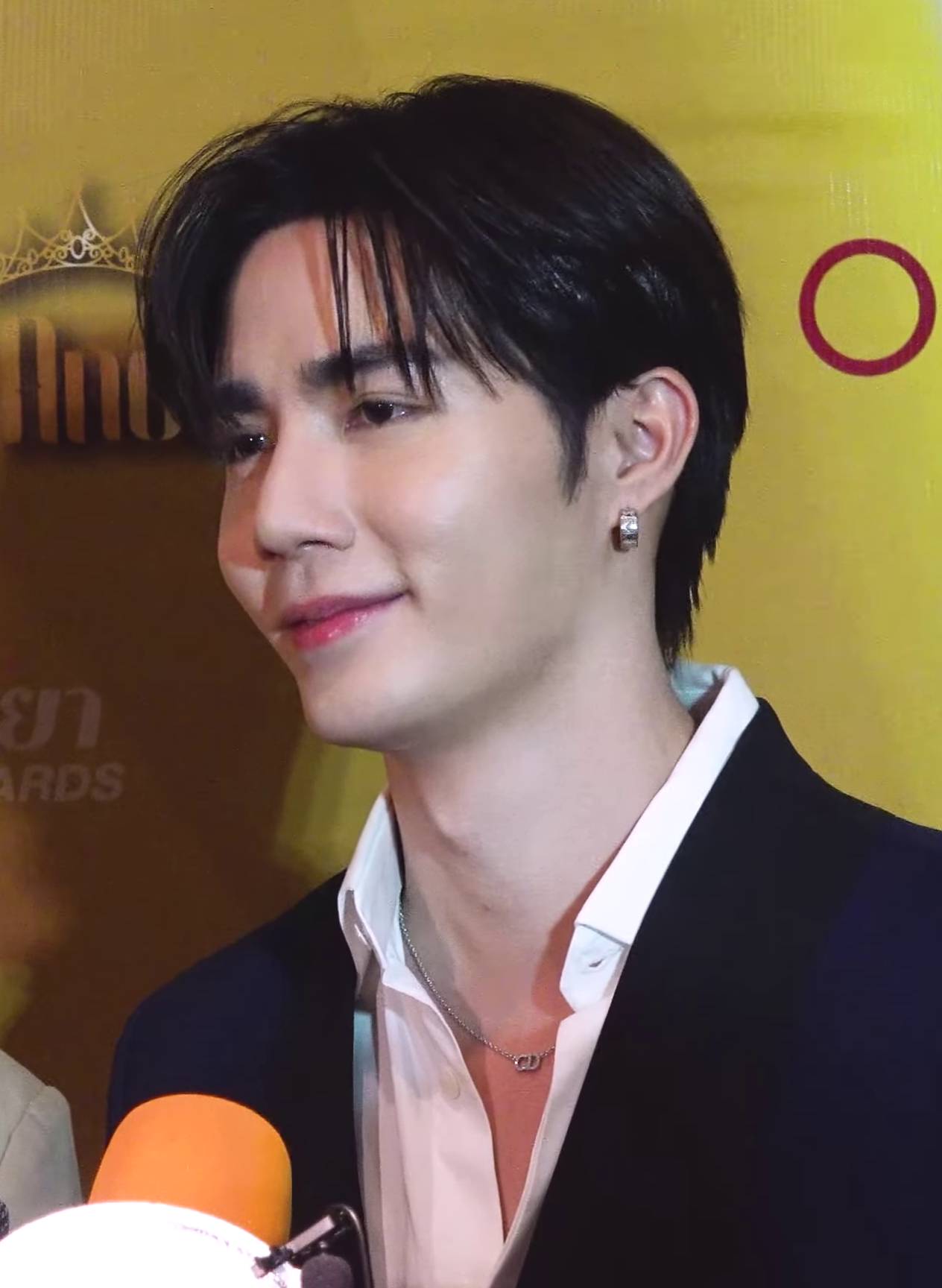
Pruk Panich alias Zee

Pruk Panich  joue Fighter. Egalement connu sous le nom de Zee, est un acteur, mannequin et chanteur thaïlandais. Né le 10 septembre 1992 à Chiang Rai, en Thaïlande. Zee Pruk a étudié la publicité à la Faculté des Arts de la Communication de l'Université de Bangkok.
Il a commencé sa carrière dans l'industrie du divertissement en tant qu'animateur de l'émission de voyage DoMunDi sur YouTube. Sa carrière d'acteur a décollé en 2018 avec des rôles dans la série télévisée "Friend Zone" et le film "Sugar Cafè". Cependant, c'est son rôle de Fighter dans "Why R U?". Et il a gagné en popularité et a remporté le prix de l'acteur montant de l'année aux Kazz Awards 2021. Il a également été nommé et a remporté plusieurs prix pour ses performances dans d'autres séries telles que Cutie Pie et One Night Stand.Il s'est également lancé dans la musique, sortant des singles et collaborant avec d'autres artistes. Zee Pruk a également lancé une marque de snacks appelée ZeeFruit et une marque de vêtements appelée Super Sun.
Pruk Panich est connu pour son charisme et son talent, et il continue de se faire un nom dans l'industrie du divertissement thaïlandais.

### Tommy Sittichok Pueakpoolpol
Tommy Sittichok Pueakpoolpol, mieux connu sous le nom de Tommy , qui joue le rôle de Zon, est un acteur et un mannequin thaïlandais. Il est né le 29 septembre 1995 à Prachin Buri, en Thaïlande. 

Tommy Sittichok Pueakpoolpol alias Tommy

Tommy a commencé sa carrière à l'âge de 15 ans en apparaissant dans des publicités et des clips musicaux. Il est surtout connu pour son rôle principal dans la série "Why R U?". En plus de sa carrière d'acteur, Tommy est également membre du groupe de contenu créatif DOMUNDI, qui produit des vidéos, des chansons et des séries.
Il est apprécié pour son charisme et son talent à diversifier ses rôles à l'écran.
Voici les films dans lesquels il a joué un rôle :
- En 2015 , lors du début de sa carrière il joua le rôle de l'étudiant dans Oh my ghost 4

- En 2019 : Pee Nak Naga joue un rôle en tant qu'invité
- 2021 : Peach of Time il joua le rôle principal de Mario

Voici les serie dans lequel il a joué un rôle : 
- 2015 : LOVE SMART il joua le rôle principal de Earth
- 2017 : The Legend of King Naresuan the Series joua le rôle de Rachamanu et de Bunting
- 2020 : You Never Eat Alone  joue un rôle en tant qu'invité
- 2021 : Close Friend joue le rôle principal de Mekhin et de Cloud
- 2022 : Rose In Da House joue le rôle principal de Ken
- 2024 : Zomvivor joue un des rôles principaux

Voici deux séries dans lequel il jouera prochainement
- À venir : Illusion (rôle principal de Tham)
- À venir : Punk Spy (rôle principal de Va)

Il a notamment écris des chansons :
- 2020 : "บอกตอนนี้" (Tell Now)
- 2020 : "เหงาแหละ" (avec Tae)
- 2021 : "ไม่รักเธอเลย"

Tommy est également apprécié pour son travail de modèle et ses apparitions dans des clips musicaux. Il continue de se faire un nom dans l'industrie du divertissement thaïlandais et au-delà.

### Karn Kritsanaphan
Karn Kritsanaphan qui joue le rôle de Saifah , est né le 18 février 2000 à Bangkok, en Thaïlande. Il est un acteur et un créateur de contenu thaïlandais. Il est principalement connu sous son nom de scène Jimmy Karn. Il est  étudiant en Lettres à l'Université Kasetsart, il jongle entre ses études et sa carrière dans le divertissement.

Karn Kritsanaphan alias Jimmy Karn

Jimmy Karn a fait ses débuts d'acteur en 2020 dans la série populaire "Why R U?", où il a joué un rôle principal. Ce projet a marqué le début de sa carrière prolifique dans l'industrie du divertissement. Il a ensuite participé à plusieurs autres séries à succès telles que "Close Friend", "Cutie Pie", et "Remember 15".
En parallèle de sa carrière d'acteur, Karn fait partie du groupe DOMUNDI, une équipe de créateurs de contenu connue pour ses vlogs, farces, défis et reprises de chansons. Ce groupe, fondé en août 2016, est très populaire en Thaïlande et au-delà, et compte actuellement 30 membres actifs.
En plus de sa carrière dans le divertissement, Karn s'implique également dans des projets caritatifs et utilise sa notoriété pour sensibiliser à des causes importantes, comme l'éducation et la santé mentale.
En résumé, Karn Kritsanaphan est une personnalité dynamique et influente dans le monde du divertissement thaïlandais, jonglant avec succès entre ses études et sa carrière artistique.

### Janistar Phomphadungcheep
Janistar Phomphadungcheep, également connue sous le nom de Janis joue le rôle de Hwahwa , est une actrice thaïlandaise née le 18 mars 1995. Elle est surtout connue pour ses rôles dans les séries télévisées "Why R U? The Series" et "Together With Me".
Janistar a commencé sa carrière à l'adolescence et a rapidement gagné en popularité grâce à ses talents d'actrice. Elle a joué dans plusieurs séries télévisées populaires, dont "Social Syndrome", "Deja Vu", et "The Wife".
Janistar a terminé ses études secondaires à la Santa Cruz Convent School et a poursuivi des études de premier cycle à l'Université Mahidol.
Janistar a continuer de travailler sur d'autres projets et de diversifier ses talents. Elle a récemment joué dans "The Outing" et "Oh...My Wife".

### Pangpond Akalavut Mankalasut
Pangpond Akalavut Mankalasut, est connu sous le surnom Pangpond. Il est un acteur thaïlandais. Pangpond est né le 18 mars 1995 à Bangkok, en Thaïlande
Pangpond a commencé sa carrière à un jeune âge et a rapidement gagné en popularité grâce à ses talents d'acteur. Il a terminé ses études secondaires à la Santa Cruz Convent School et a poursuivi des études de premier cycle à l'Université Mahidol.
Il est surtout connu pour son rôle  dans la série "Why R U? The Series" où il joue le personnage de Day. Il a également joué dans des films et séries comme "The X-Treme Riders", "Absolute Zero", "Roop Thong", "Suea Chani Keng", "Love, Lie", "Haunt: The Series", et "Club Friday Season 12: Uncharted Love".
Pangpond continue de travailler sur de nouveaux projets et de diversifier ses talents. Dernièrement il a  joué dans "The Outing" et "Oh...My Wife".

### Veerinsara Tangkitsuvanich
,Veerinsara Tangkitsuvanich, également connue sous le surnom Perth qui joue le rôle de Zol, est une actrice et mannequin thaïlandaise.Veerinsara est née le 18 mars 1995 à Bangkok, en Thaïlande. Veerinsara a commencé sa carrière à un jeune âge et a rapidement gagné en popularité grâce à ses talents d'actrice et de mannequin. Elle a étudié à l'Assumption Convent School à Bangkok.
Elle est surtout connue pour ses rôles dans les séries télévisées "Why R U? The Series" (où elle joue le rôle de Zol), "Love Mechanics", "VIP", "My Sassy Princess: Snow White", et "Jao Sao Yuen Nueng".  Veerinsara a également joué dans "War Of Y", "3 Num 3 Mum x2", et "Love Carved in the Moonlight"

### Piamchon Damrongsunthornchai
Piamchon Damrongsunthornchai est également connu sous le surnom Tonnam . Il joue le rôle de Natee dans la serie .
Piamchon a été membre du groupe de musique thaïlandais KissBoysTH, où il a pu montrer ses talents de chanteur et de rappeur.
Il a récemment joué dans "Dinosaur Love" (2023), "It's Ok to Be 30" (2023), et "Investigation of Love" (2024). Il a également joué dans "Cutie Pie 2 You" (2023), "The Yearbook" (2021), et "Triage" (2022).
Piamchon Damrongsunthornchai est un talent polyvalent dont la carrière continue de croître et d'inspirer ses nombreux fans.

### Saran Rujeerattanavorapan

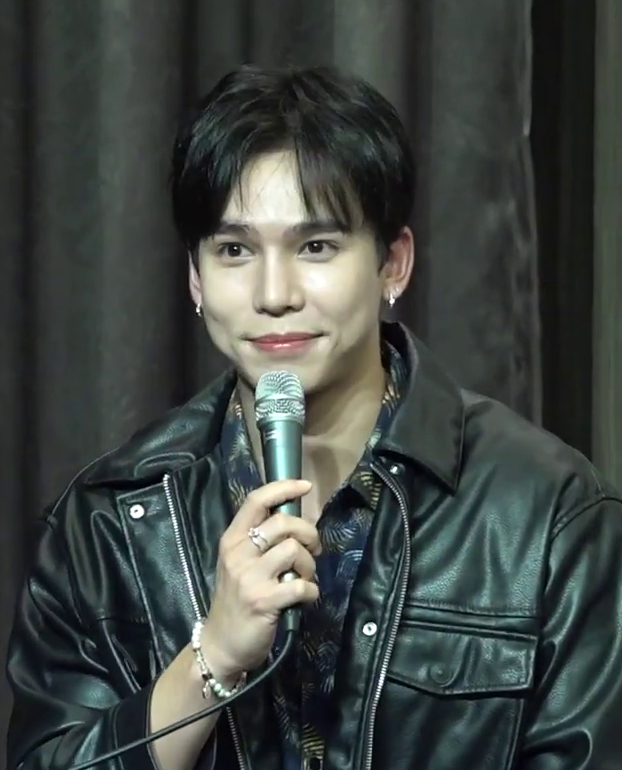
Saran Rujeerattanavorapan alias Max

Saran Rujeerattanavorapan, également connu sous le nom de Kornthas Rujeerattanavorapan ou Max. Saran est né le 25 octobre 1993 à Bangkok, en Thaïlande.
Il a étudié à la Université Technologique du Roi Mongkut, Thonburi. 
Il est un acteur, présentateur et modèle thaïlandais qui joue le rôle de Dew.
Au tout début Saran a commencé sa carrière à un jeune âge et a rapidement gagné en popularité grâce à ses talents d'acteur et de présentateur.
Il est surtout connu pour ses rôles dans les séries télévisées "Why R U? The Series" (2020), "Cutie Pie 2 You" (2023), "War of Y" (2022), "Close Friend" (2021), et "You Never Eat Alone" (2020).
Il a particulièrement participé à plusieurs programmes de télévision, notamment "Watching it in Japan" (2017-2020) et "Watching it in Sendai" (2019).
Et il a fait des apparitions dans des publicités, telles que Dii Collagen Time Reversal (2017).

### Natasitt Uareksit
Natasitt Uareksit, également connu sous le nom de Nat, est un acteur et chanteur thaïlandais. Il est né le 8 août 202 en thaïlande.

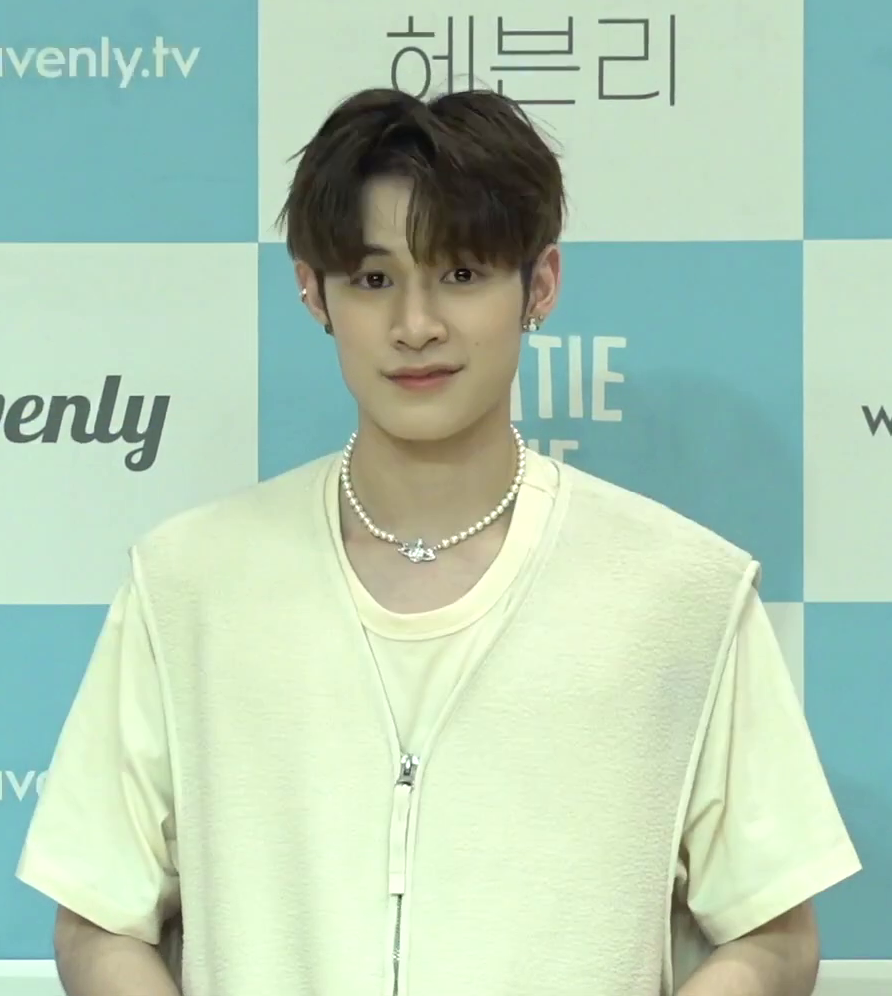
Natasitt Uareksit alias Nat

Il a obtenu un diplôme de la Faculté d'Architecture et de Planification de l'Université Thammasat.
A debut de sa carriere Nat est apparu sur les écrans en 2020 pour le rôle de Blue dans la série  "Why R U ? The Series" . Il est surtout connu pour ses rôles dans les séries :  "Cutie Pie", "War Of Y", "Two Worlds", "Y Destiny", et "Close Friend". Il a récemment joué dans "Two Worlds" (2024) et "Marry Mission" (2023).
Nat fait partie du groupe de contenu DOMUNDI, où il a eu plusieurs fois  l'occasion de montrer ses talents de chanteur et d'acteur
Il continue de travailler sur de nouveaux projets et de multiplier ses talents.

### Parnupat Anomakiti
,Parnupat Anomakiti, également connu sous le nom de Park Parnupat ou Park, est un acteur et modèle thaïlandais. Il est né le 23 août 1992 à Bangkok, en Thaïlande. Il a étudié à la Chulalongkorn Business School. Parnupat est le frère aîné de Poppy Ratchapong Anomakiti, également actrice et modèle
Park a commencé sa carrière d'acteur en 2020 avec la série "Why R U? The Series" où il joue le rôle de Japan. Il est surtout connu pour ses rôles dans les séries télévisées "Middleman’s Love", "Bed Friend", "Cutie Pie", et "War Of Y". Park fait partie du groupe de contenu DOMUNDI. Parnupat continue de travailler sur de nouveaux projets et de diversifier ses talents. Il a récemment joué dans "Two Worlds" (2024) et "Marry Mission" (2023).

### Wichai Saefant
Wichai Saefant, également connu sous le nom de Seng Wichai Saefant, est un acteur thaïlandais d'origine chinoise. Il est né le 15 janvier 1997. 
Wichai est actuellement étudiant pour obtenir un baccalauréat en marketing à la Faculté de l'Administration des Affaires de l'Université Rangsit. Wichai a commencé sa carrière d'acteur en 2020 avec la série "Why R U? The Series", où il a joué le rôle de Tanthai.
Il est surtout connu pour ses rôles dans les séries télévisées "Secret Crush On You" (où il joue le rôle de Toh Thima), "Knock Knock, Boys!", "School Tales the Series", "Death is All Around", et "War Of Y".
Wichai continue de travailler sur de nouveaux projets et de diversifier ses talents. Il a récemment joué dans "Me and Who" (2024), "Knock Knock, Boys!" (2023), et "Death is All Around" (2022).

### Sorntast Buangam
Sorntast Buangam, également connu sous le nom de Mark, est un acteur et vidéaste thaïlandais. Il est né le 9 mars 1992 à Lopburi, Thaïlande. Sorntast a étudié à la Kasem Bundit University où il a obtenu un diplôme en arts de la communication. Il est surtout connu pour ses rôles dans les séries "Why R U? The Series" où il joue le rôle de Champ, "Bed Friend", "Cutie Pie", et "Battle of the Writers". En dehors de sa carrière d'acteur, il est également actif sur YouTube sous le pseudonyme DMDgamer.

### Thanapat Thanachakulphisan
Thanapat Thanachakulphisan, également connu sous le nom de Toytoy, est un acteur thaïlandais né le 15 janvier 1997. Il a gagné en popularité après avoir joué dans la série "Why R U? The Series" où il joue le rôle de Zen. Cependant, en 2021, il a été condamné à 10 ans de prison pour le meurtre de sa petite amie. Thanapat a révélé que l'incident était un accident pendant une dispute, mais l'enquête policière a soulevé des doutes sur cette version.

### Ratchapong Anomakiti
Ratchapong Anomakiti, également connu sous le nom de Poppy, est un acteur, animateur de télévision et mannequin thaïlandais né le 26 mars 1994. Il est surtout connu pour ses rôles dans les séries "Why R U? The Series"Junior, "Y-Destiny", et "Cutie Pie". Poppy a également participé à des émissions de télé-réalité telles que "The Face Men Thailand". Il est actif sur les réseaux sociaux et partage régulièrement des moments de sa vie avec ses fans.

### Arachaporn Pokinpakorn
Arachaporn Pokinpakorn est une actrice et scénariste thaïlandaise née le 26 mars 1994. Elle est connue sous le surnom de Goy . Elle a notamment jouée le rôle de Soda, dans 'Why R U ? The Series'. Elle est connue pour ses rôles dans les séries "I Told Sunset About You", "Sleepless Society: Two Pillows & A Lost Soul", et "Faces of Anne". Arachaporn a également écrit des scripts pour certaines de ses séries.

### Ratchawit Chanrunganan
Ratchawit Chanrunganan est un acteur thaïlandais connu pour ses rôles dans les séries télévisées "Why R U ? The Series" où il a joué le rôle de Tem  "Love in Twilight" (2021), "Rak Diao" (2022) et "Ton Rai Plai Rak" (2023). Il a également joué dans plusieurs autres séries télévisées et films.

### Metinee Kingpayome
Metinee Kingpayome, également connue sous le nom de Lukkade, est une actrice, mannequin, présentatrice de télévision et productrice thaïlandaise. Elle a remporté le titre de Miss Thailand World 1992 et a représenté la Thaïlande au concours Miss Monde. Elle est également connue pour ses rôles dans des séries télévisées comme "Why R U ? The Series"(2020), où elle a joué le rôle de la maman de Zon  "Aep Kep Chai Wai Klai Thoe" (1996) et "Manya Ritsaya" (1998).

### Penpetch Benyakul
Penpetch Benyakul est un acteur thaïlandais qui a joué dans plusieurs séries télévisées, notamment "Sai Roong" (1997), "Suea" (2014) et "Century of Love" (2024). Il a également joué dans "Why R U ? The Series"(2020) en jouant le rôle du père de Zon. Il a aussi eu de nombreux autres rôles à la télévision et au cinéma.

### Rusameekae Fagerlund
,Rusameekae Fagerlund surnommé Rusameekae. Il est un acteur et animateur de télévision thaïlandais d'origine mixte (thaïlandaise, américaine et sénégalaise). Il a commencé sa carrière dans l'industrie du divertissement en tant qu'animateur de télévision et acteur. Il est connu pour ses rôles dans des séries télévisées et des émissions de variétés en Thaïlande. Il a récemment participé à l'émission "30 Young Joi" sur le canal The Matter, où il a partagé ses expériences de vie en Thaïlande et en Suède.Il a notamment joué le rôle de Kae dans "Why R U ? The Series" (2020).

### Peerada Namwong
Peerada Namwong est une actrice thaïlandaise connue pour ses rôles dans des séries comme "Y Destiny", "War Of Y", "Love Sick", "Friend Forever", "Soul Call" , elle a notamment joué le rôle de l'amie de HwaHwa dans "Why R U ? The Series". Elle a gagné en popularité grâce à ses performances convaincantes et son charisme à l'écran.

### Taralatah
Taralatah est une créatrice de contenu thaïlandaise actuellement basée en Corée du Sud. Elle est très active sur TikTok, où elle partage des vidéos variées qui ont attiré un large public. En plus de sa présence sur TikTok, elle est également connue pour ses vidéos sur YouTube. Elle a notamment joué dans "Why R U ? The Series" en jouant le rôle Luktan

### Suppasit Jongcheveevat
Suppasit Jongcheveevat, surnommé Mew, est un acteur, chanteur, mannequin et producteur thaïlandais. Il est surtout connu pour son rôle de Tharn dans la série à succès "TharnType: The Series" et en jouant le même persdonnage dans "Why R U ? The Series" . Mew a également poursuivi une carrière musicale avec succès et est apprécié pour son talent polyvalent.

### Kanawut Traipipattanapong
Kanawut Traipipattanapong, surnommé Gulf, est un acteur, mannequin et chanteur thaïlandais. Il a gagné en notoriété grâce à son rôle de Type dans TharnType: The Series et en jouant le même personnage dans Why R U? The Series, où il a partagé la vedette avec Suppasit Jongcheveevat. Gulf est également actif dans le mannequinat et la musique.

### Krittapak Udompanich
Krittapak Udompanich de son surnom Boom est un acteur thaïlandais né le 12 janvier 2001 à Bangkok. Il est surtout connu pour son rôle de Tee dans la série " Make It Right", Il a aussi joué dans" Why R U ? The Series" en jouant  le rôle de Tee. Boom a commencé sa carrière en 2016 et a également joué dans des films comme "Enough" et "Cross-Dimension Love".

### Peemapol Panichtamrong
Peemapol Panichtamrong  de son surnom Peak est également un acteur thaïlandais né le 11 novembre 1999. Il est connu pour son rôle de Fuse( même prénom pour la série "Why R U ? The Series ") dans la série Make It Right. Peak a étudié l'ingénierie industrielle à l'Institut de technologie King Mongkut et a également contribué à la bande originale de Make It Right.

### Min Ratawan Aomtisong
Min Ratawan Aomtisong de son surnom Min est une actrice thaïlandaise née le 25 juillet 1988. Elle est connue pour ses rôles dans des séries comme "Pink Sin", "Broken Home", et "Prai Sungkeet" et aussi dans " Why R U ? The Series " en jouant le rôle de Kaimook. Min a commencé sa carrière en 2014 et continue de jouer dans divers rôles à la télévision et au cinéma.

### Cheer Thikumporn Rittapinun
Cheer Thikumporn Rittapinun de son surnom Cheer est une actrice et mannequin thaïlandaise née le 12 août 1987. Elle est connue pour ses rôles dans des séries comme "The Kill List", "The Exchange", et "The Secret Weapon" et aussi dans "Why R U ? The Series" en jouant le rôle de ma soeur de Tutor  . Cheer a également remporté le concours Miss Teen Thailand en 2002.

### Rueangrit Siriphanit
Rueangrit Siriphanit, également connu sous le nom de Ritz, est un acteur, chanteur et docteur thaïlandais. Il est né le 10 septembre 1992. Ritz a commencé à se faire connaître grâce à sa participation à la saison 6 de "The Star" et aussi dans "Why R U ? The Series" en jouant le rôle de Ritz , une compétition de chant similaire à American Idol en Thaïlande. Il est également membre du boys band Boyfriends et a sorti son premier single intitulé "อาการงี้ (Hello Doctor)" en collaboration avec Perth Tanapon

### Willie Ruengrit McIntosh
Willie Ruengrit McIntosh (né le 4 avril 1970) est un acteur, animateur de télévision et producteur thaïlandais. Il a joué le rôle du père de Fighter dans "Why R U ? The Series" . Il est né à Bangkok d'un père écossais et d'une mère sino-thaïlandaise. Willie est également le frère cadet de la célèbre actrice thaïlandaise Kathaleeya McIntosh.

## L'histoire de la série
Le conflit initial entre ces deux personnages est marqué par des disputes et des malentendus, mais petit à petit, une attirance mutuelle se développe. L'intrigue est également pimentée par les personnages secondaires, les amis et les amours qui entourent Tutor et Fighter.
L'une des raisons pour lesquelles la série a touché un si large public, c'est la manière dont elle traite les thèmes de l'amour, des conflits internes et de la découverte de soi. La série est non seulement divertissante mais aussi émotive, avec des moments de grande tendresse et de compréhension entre les personnages. La série elle parle aussi de la découverte de soi , de l'amour et des acceptation et surtout de l'humour et du drame.
"Why R U?" se termine sur une note positive, avec les couples principaux ayant surmonté leurs défis personnels et relationnels. Tutor et Fighter, après avoir navigué à travers des conflits internes et des pressions extérieures, acceptent pleinement leurs sentiments et décident de construire un avenir ensemble. De même, Zon et Saifah trouvent un équilibre dans leur relation, acceptant leurs émotions et prenant des décisions pour leur avenir.
La série "Why R U?" est un voyage émotionnel riche en rebondissements, qui explore les complexités des relations humaines et met en avant l'importance de l'acceptation de soi et des autres. Elle laisse une impression durable grâce à ses personnages attachants et ses intrigues bien ficelées.

## Source
1. ↑  « Why R U? (One 31) », sur www.nautiljon.com (consulté le 8 janvier 2025)
2. ↑  (en-US) Ec, « Suppapong (Saint) Udomkaewkanjana Profile and Facts (Updated!) », sur Kpop Profiles, 14 septembre 2020 (consulté le 31 décembre 2024)
3. ↑  (en-US) Khushi Johri, « Zee Pruk Panich: Biography, Age, Height, Girlfriend, Education, Family & House », sur JustWebWorld, 1er février 2024 (consulté le 8 janvier 2025)
4. ↑  (en) « Tommy Sittichok Pueakpoolpol », sur Drama Wiki (consulté le 8 janvier 2025)
5. ↑  (en-US) carlene gyeggon, « DOMUNDI (2024 Line Up) Profile & Facts (Updated!) », sur Kpop Profiles, 8 juillet 2022 (consulté le 8 janvier 2025)
6. ↑  (en) « Janistar Phomphadungcheep », sur Famous Birthdays (consulté le 9 janvier 2025)
7. ↑  « Perth Veerinsara Tangkitsuvanich - Films et séries TV », sur Rakuten Viki (consulté le 9 janvier 2025)
8. ↑  « Veerinsara Tangkitsuvanich | Artiste », sur IMDb (consulté le 9 janvier 2025)
9. ↑  « Piamchon Damrongsunthornchai | Artiste », sur IMDb (consulté le 9 janvier 2025)
10. ↑  (en-US) carlene gyeggon, « DOMUNDI (2024 Line Up) Profile & Facts (Updated!) », sur Kpop Profiles, 8 juillet 2022 (consulté le 9 janvier 2025)
11. 1 2  (en-US) carlene gyeggon, « DOMUNDI (2024 Line Up) Profile & Facts (Updated!) », sur Kpop Profiles, 8 juillet 2022 (consulté le 10 janvier 2025)
12. ↑  « Park Parnupat Anomakiti - Films et séries TV », sur Rakuten Viki (consulté le 10 janvier 2025)
13. ↑  (en-US) « Thai Actor Who Fatally Stabbed His Girlfriend Claims It Was "An Accident" — People Are Skeptical », sur Koreaboo, 27 octobre 2023 (consulté le 10 janvier 2025)
14. ↑  (en) « Arachaporn Pokinpakorn », sur Famous Birthdays (consulté le 10 janvier 2025)
15. ↑  (en-US) Asaree Thaitrakulpanich et Staff Reporter, « Meet Rusameekae, Thailand’s Half-Black LGBT Star », 6 août 2020 (consulté le 10 janvier 2025)
16. ↑  (en) Duangkamol Panya, « Freak like me », Bangkok Post,‎ 23 avril 2017 (lire en ligne, consulté le 10 janvier 2025)
17. ↑  babajem, « Taralatah », sur www.seriebox.com (consulté le 10 janvier 2025)